# Liotrachela
Liotrachela is een geslacht van rechtvleugeligen uit de familie sabelsprinkhanen (Tettigoniidae). De wetenschappelijke naam van dit geslacht is voor het eerst geldig gepubliceerd in 1878 door Karl Brunner-von Wattenwyl.

## Soorten
Het geslacht Liotrachela omvat de volgende soorten:
- Liotrachela amboinica Brunner von Wattenwyl, 1878
- Liotrachela ceramica Karny, 1926
- Liotrachela cryptisema Hebard, 1922
- Liotrachela emarginata Karny, 1926
- Liotrachela excisa Karny, 1926
- Liotrachela iliganae Hebard, 1922
- Liotrachela lobata Brunner von Wattenwyl, 1891
- Liotrachela megastyla Ingrisch, 2002
- Liotrachela minuta Brunner von Wattenwyl, 1878
- Liotrachela nitida Brunner von Wattenwyl, 1878
- Liotrachela philippina Brunner von Wattenwyl, 1878
- Liotrachela styligera Karny, 1926
- Liotrachela taeniistyla Karny, 1931